# Monte Osesa
Il monte Osesa è una montagna dell'Appennino Ligure che raggiunge i 906 m s.l.m..

## Descrizione

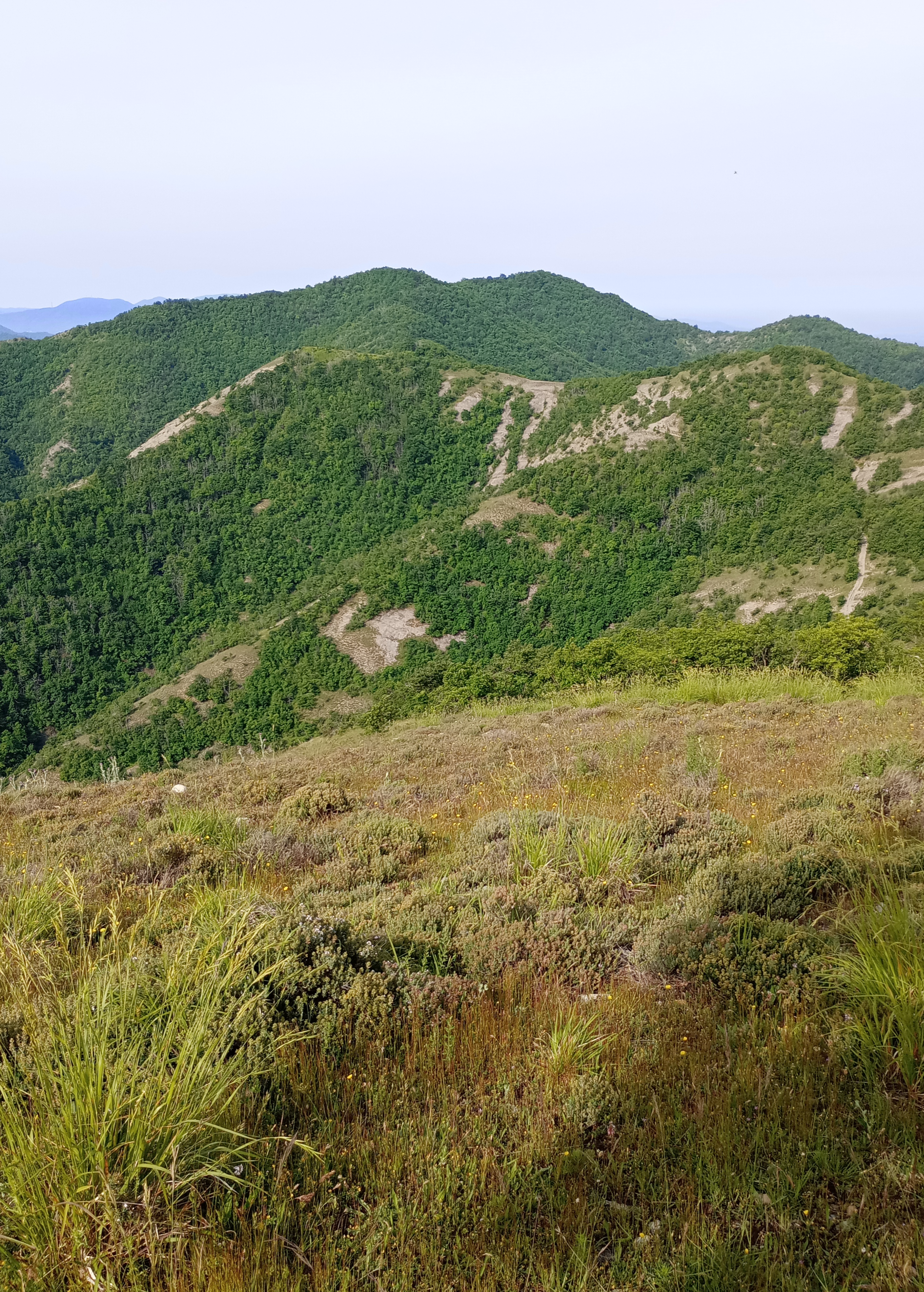
Vista dal Poggio

Il monte sorge in posizione piuttosto isolata dal resto della catena appenninica e si trova alla convergenza della Valle Spinti (a sud) con due vallette tributarie della Val Borbera, quella del rio Avi (a nord-ovest) e quella del torrente Sisola (a nord-est). Poco ad ovest dell'elevazione principale si trova una anticima a 904 metri di quota. Oltre al monte Osesa il crinale Sisola/rio Avi comprende varie elevazioni minori tra le quali il Poggio (852 m s.l.m.) e il monte Cravasana (873 m s.l.m.). Amministrativamente il monte Osesa fa parte del territorio del comune di Roccaforte Ligure, ed è situato poco a nord-ovest del capoluogo comunale.

## Geologia
La montagna geologicamente appartiene alla formazione dei "Conglomerati di Savignone", una zona dove le rocce sono disposte in spessi strati e sono prevalentemente costituite da areniti e conglomerati, composti questi ultimi da clasti piuttosto grossolani. Attorno al monte sono anche rinvenibili radiolariti e rocce ofiolitiche metamorfosate.

## Accesso alla vetta

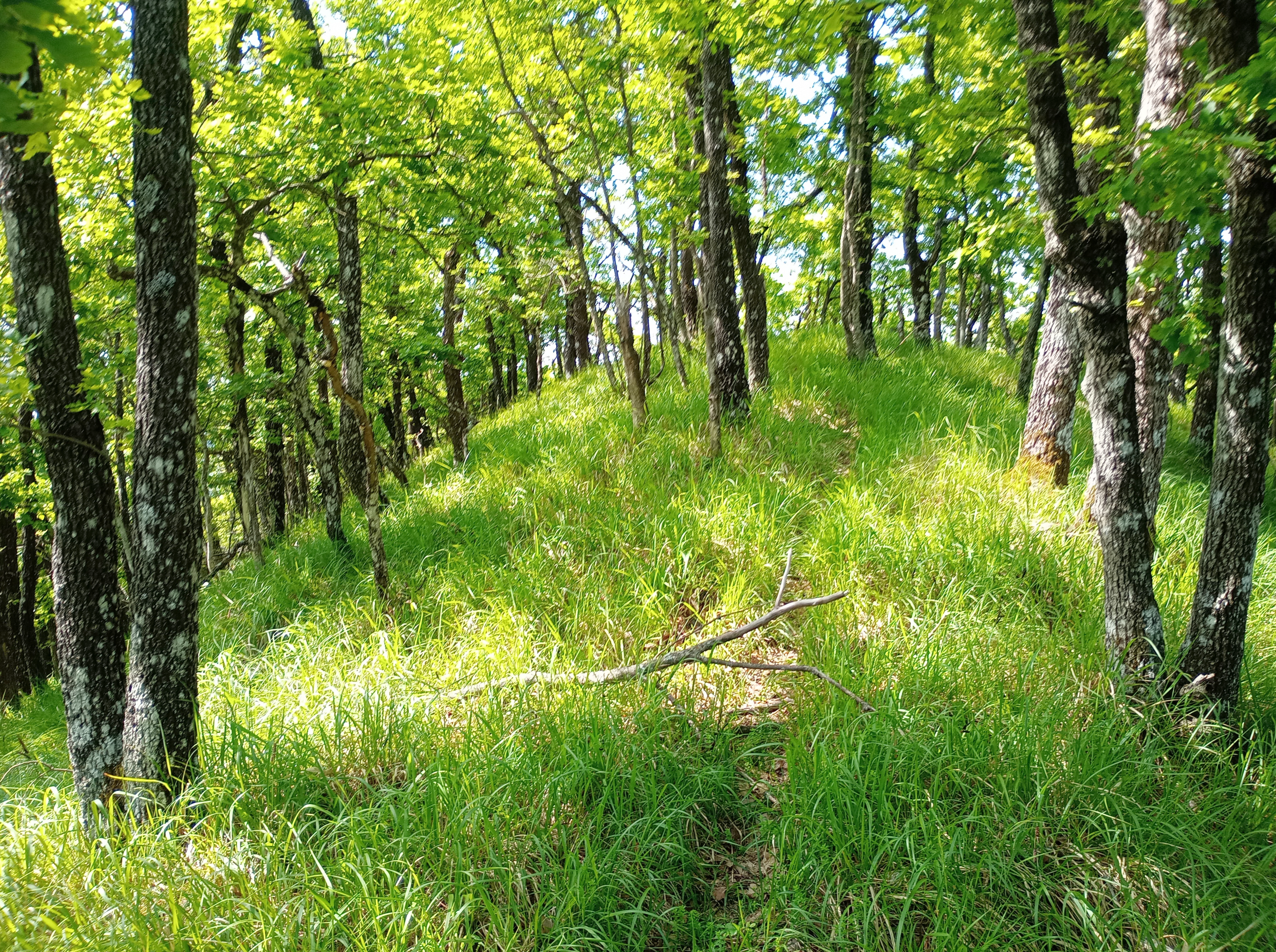
La zona sommitale

La cima del monte Osesa può venire raggiunta per tracce di passaggio non segnate che ne percorrono la cresta nord-orientale. Sulle pendici meridionali del monte transita il Cammino Piemonte Sud, nella sua sesta tappa che collega Borassi con Castel dei Ratti. Nei pressi della montagna passa inoltre uno dei Sentieri della Libertà, tracciati sugli itinerari dei partigiani dell'Appennino Ligure, il Sentiero n.5 – Da Roccaforte ad Avi e a Pertuso. Dalla cima il panorama, specie nella bella stagione, è molto limitato dalla fitta vegetazione arborea.